# WiBro
WiBro (сокращение от Wireless Broadband) — технология беспроводного подключения к интернету, разработанная южнокорейскими телекоммуникационными компаниями. Технически это международный стандарт IEEE 802.16e (mobile WiMAX).
В технологии использует временно́е мультиплексирование, ортогональное разделение частот, ширина канала в 8,75 МГц. Предполагалось достичь большей скорости передачи данных, чем могут использовать мобильные телефоны (как в стандарте CDMA 1x) и обеспечить мобильность для широкополосных подключений.
В феврале 2002 года корейское правительство выделило 100 МГц-полосу в диапазоне 2,3-2,4 ГГц, а в 2004 году спецификации были зафиксированы в корейском стандарте «WiBro Phase 1», которые затем были внесены в международный стандарт IEEE 802.16e (Mobile WiMAX). Услуги в этом стандарте предоставляют две южнокорейские компании: KT и SK Telecom.
Базовые станции этого стандарта обеспечивают суммарную пропускную способность до 30-50 Мбит/с на каждого оператора и могут покрывать радиус от 1 до 5 км. Подключение сохраняется для движущихся объектов при скорости до 120 км/ч, что значительно лучше, чем у локальных беспроводных сетей — их ограничение приблизительно равно скорости пешехода, но хуже, чем сетей сотовой связи — до 250 км/ч. Реальное тестирование сети в Пусане во время проведения саммита АТЭС показало, что реальные скорости и ограничения значительно ниже, чем в теории.

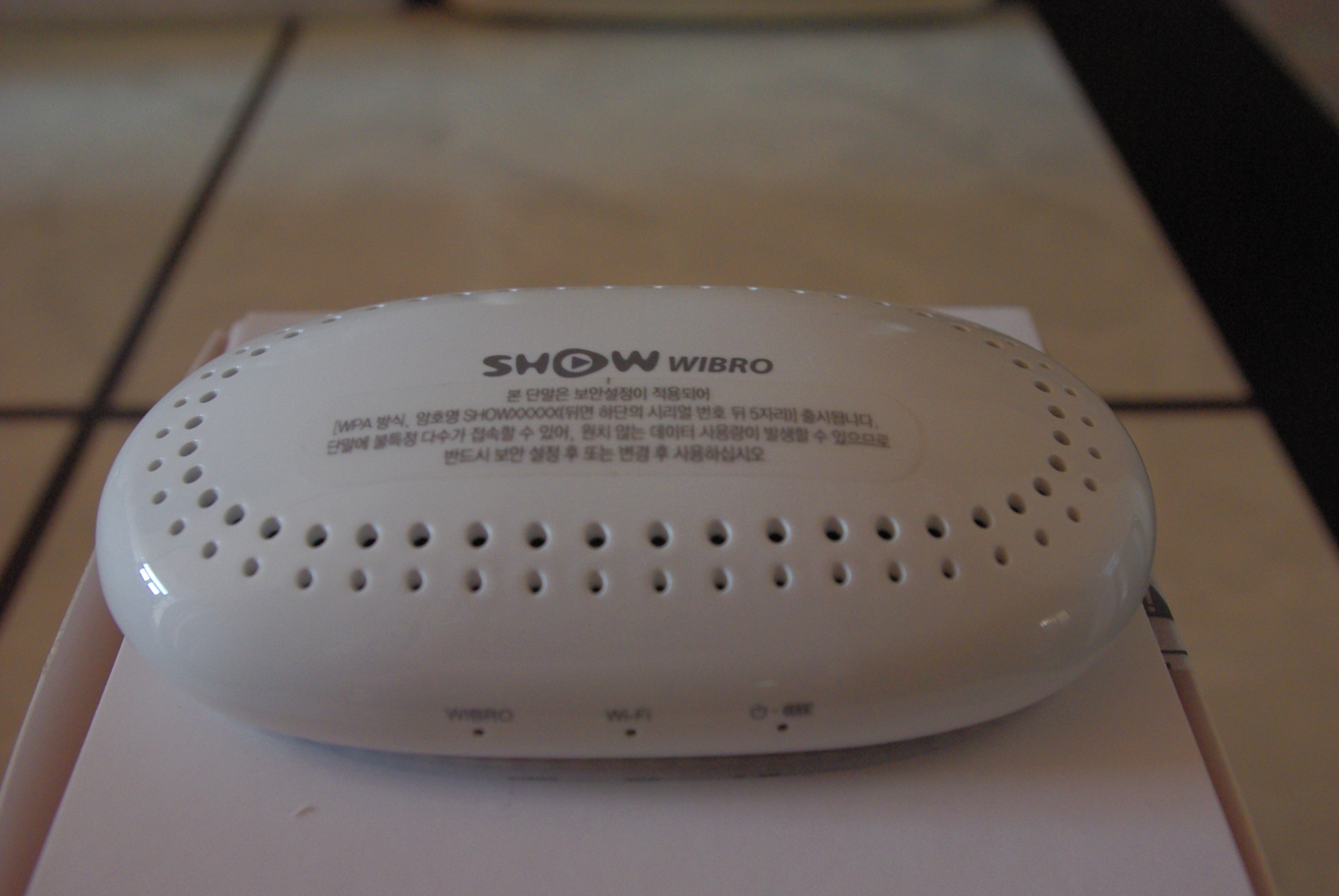
Wibroegg

Стандарт поддерживает QoS — приоритеты в передаче данных разного типа, что позволяет надёжно передавать видеопотоки и другие данные, чувствительные к задержкам в канале. В этом заключаются преимущества стандарта перед стационарным WiMAX (802.16d). Также, его требования значительно больше проработаны в деталях, чем в стандарте WiMAX.

## Компании, предоставляющие услуги
- Korea Telecom (KT) — 2 поколение WiBro (18,4 Мбит/с, 4 Мбит/с) по тарифу $22 в месяц с ограничением в 30 ГБ в городах Сеул, Инчхон, Кёнгидо.
- SK Telecom (SKT) — 2 поколение WiBro по тарифу $18,87 в месяц с ограничением в 30 ГБ.